# Ламьян
Ламьян (Чесноковка) — река в Гафурийском районе Башкортостана, Россия. Устье реки находится в 19 км по правому берегу реки Усолка по улице Чесноковка посёлка Красноусольский. Длина реки составляет 16 км, площадь водосборного бассейна 49,3 км².

## Данные водного реестра
По данным государственного водного реестра России относится к Камскому бассейновому округу, водохозяйственный участок реки — Белая от города Стерлитамак до водомерного поста у села Охлебино, без реки Сим, речной подбассейн реки — Белая. Речной бассейн реки — Кама.
Код объекта в государственном водном реестре — 10010200712111100018616.